# Marcella Pattyn
Pour les articles homonymes, voir Pattyn.
Marcella Pattyn, née le 18 août 1920 à Thysville au Congo belge et morte à Courtrai le 14 avril 2013 à 92 ans, béguine à Gand puis à Courtrai, est la dernière béguine au monde.

## Biographie
Marcella Pattyn est encore jeune lorsqu'elle perçoit son désir d'une vie consacrée. Elle rêve d'intégrer un ordre religieux missionnaire. Mais elle est aveugle ou presque, et veut quand même travailler. Elle se rend compte que ce serait difficilement possible dans une communauté religieuse ordinaire. 
Elle se heurte d'abord à plusieurs refus, puis une de ses tantes fait une importante donation à un béguinage. C'est ainsi qu'à 21 ans elle peut intégrer en 1941 un des béguinages flamands, celui de Mont-Saint-Amand-lez-Gand. Elle rejoint plus tard, en 1960, le béguinage de Courtrai.
Comme les autres béguines, elle voue sa vie à la prière et au service, dans la chasteté mais sans prononcer de vœux religieux. Sa quasi-cécité ne l'empêche pas de travailler : elle tricote de la layette et œuvre au métier à tisser manuel, le panier de laine à côté de sa chaise, tout en bavardant et riant avec ses consœurs. Les déjeuners étant solitaires, à cause de sa très faible vue elle doit se débrouiller pour reconnaître les aliments en tâtonnant, dans le placard qui lui est réservé.
Outre la prière et le travail, Marcella Pattyn est instrumentiste. Elle pratique le piano, l'orgue et l'accordéon. Elle mène cette vie de béguine jusqu'en 2008 quand elle prend sa retraite à 87 ans, pour aller dans la maison de retraite Sint-Jozef, à Courtrai, où elle meurt le 14 avril 2013. 
Sa mort met fin au mode de vie des béguines, qui existait depuis le début du XIIIe siècle et a duré 800 ans.